# Maļinovas pagasts
Maļinovas pagasts er en territorial enhed i Daugavpils novads i Letland. Pagasten etableredes i 1945, havde 1.099 indbyggere i 2010 og omfatter et areal på 72,02 kvadratkilometer. Hovedbyen i pagasten er Maļinova.